# Радіатор опалення

Радіатор опалення (від лат. radio — «випромінюю»), також батарея опалення — прилад систем водяного і парового опалення. Суть роботи радіатора зводиться до створення великої поверхні, через яку передається тепло з теплоносія і, відповідно, обігрівається приміщення, в якому розташовано радіатор. Традиційні чавунні радіатори складаються з секцій (одно-, дво- або багатоканальних), по яких циркулює теплоносій — зазвичай вода або водяна пара. Між собою секції з'єднують ніпелями (короткими трубками з зовнішньою різьбою). Зараз найпоширеніші сталеві радіатори так званого панельного типу. Також існують керамічні, зокрема порцелянові радіатори.

## Чавунні радіатори
Чавунні секційні радіатори опалювальні призначені для систем центрального опалення житлових, громадських та виробничих будівель з великою кількістю поверхів. Вони відрізняються значною тепловіддачею на одиницю довжини приладу і, відповідно, компактністю. Чавунні радіатори також малосприйнятливі до поганої якості теплоносія і стійкі до корозії.
Чавунні радіатори досить міцні й довговічні. Їх велика маса, з одного боку, забезпечує їм високу теплоємність і, відповідно, теплову інерційність, дозволяючи згладжувати різкі зміни температури в приміщенні; однак вона ж є і недоліком, створюючи труднощі при монтажі або обслуговуванні. Також до недоліків відноситься тенденція до деградації міжсекційних прокладок. При тривалій експлуатації (понад 40 років) можливе руйнування радіаторних ніпелів. Чавунним радіаторам потрібно періодичне фарбування, крім того, стінки внутрішніх каналів шорсткі й пористі, що згодом призводить до утворення нальоту і падіння тепловіддачі.

## Алюмінієві радіатори
Алюмінієві радіатори на сьогодні вважаються найбільш ефективними внаслідок високої теплопровідності алюмінію і підвищеною шляхом виступів і ребер площі поверхні радіатора. Практично всі сучасні радіатори, розраховані для роботи в системах центрального опалення, мають робочий тиск понад 12 атм., обпресувальні понад 18 атм.
До переваг алюмінієвих радіаторів відноситься легкість, невеликі розміри, високий робочий тиск, максимальний рівень тепловіддачі, велика площа перерізу міжколекторних трубок.
Істотним недоліком алюмінієвих радіаторів є корозія алюмінію у водному середовищі, що прискорюється при контакті двох різнорідних металів або за наявності блукаючих струмів в опалювальній мережі.
В природі алюміній покритий захисною оксидною плівкою, але є значно більш активним металом за залізо, і якщо цілісність оксидної плівки буде порушеною, то металічний алюміній реагує з водою з виділенням водню. Якщо опалювальний прилад герметично закритий, зростаючий тиск газу може привести до розриву радіатора. З цим явищем боряться за допомогою нанесенням на внутрішню поверхню полімерного покриття, яке покращує антикорозійні властивості, дозволяючи використовувати теплоносії з рівнем pH від 5 до 10; зменшує гідродинамічний опір, запобігає засміченню та налипанню осаду. У разі, якщо радіатор не має внутрішнього полімерного покриття, перекривати крани на підвідних трубах забороняється.
Алюмінієві радіатори найчастіше ділять на три основні типи: литі з цільними секціями, екструдовані з механічно з'єднаним набором секцій і комбіновані, що поєднують в собі риси обох цих типів. Для роботи в умовах високого робочого тиску використовуються біметалічні радіатори, що виготовляються з алюмінію і сталі.

### Цілісні алюмінієві радіатори
Ці радіатори конструктивно складаються з профілів, виготовлених екструзією і з'єднаних між собою зварюванням. Використовуваний в них алюміній не вимагає яких-небудь добавок, і тому зберігає свою пластичність; відповідно, зовнішні ударні впливи та внутрішні гідроудари не викликають сколів ребер і розтріскування таких радіаторів. Відсутність міжсекційних прокладок в таких радіаторах надає їм міцність і надійність, а при наявності внутрішнього полімерного покриття їх довговічність може перевершувати довговічність чавунних радіаторів. Однак оскільки їх конструкція є нерозбірною, вони не можуть бути нарощені в процесі експлуатації.

### Секційні алюмінієві радіатори
Такі радіатори конструктивно складаються з секцій, виготовлених литтям під тиском (звичайне лиття призводить до одержання алюмінієвих заготовок із численними порами), які з'єднуються між собою за допомогою різьбових з'єднувальних елементів (ніпелів); міжсекційне з'єднання герметизується за допомогою прокладок з пароніту, високотемпературного силікону або інших матеріалів. Секційність надає можливість наростити радіатор в ході експлуатації або замінити пошкоджену секцію, однак наявність міжсекційних з'єднань негативно позначається на надійності; крім цього, внутрішня поверхня секцій відрізняється більшою шорсткістю.

## Походження назви «батарея»
Першою і найбільш імовірною версією походження застарілої назви «батарея» є те, що радіатор парового опалення має від декількох штук до декількох десятків однотипних радіаторних секцій і отримав назву за аналогією з артилерійською батареєю. Тобто якби він був винайдений у 21-му столітті він би міг називатися кластером. Є й інша версія, за якою назва «батарея» відбулося за аналогією з акумуляторною батареєю.

### Застосування різних назв
У деяких документах, наприклад, у кримінальних справах або адміністративних протоколах, легко може застосовуватися термін «батарея» у цьому значенні, як із прикметниками, так і без, але тільки в певному контексті, наприклад: «украдено батарею на 10 секцій» або «розпивав пиво, сидячи на батареї опалення» або, наприклад «за батареєю виявлено схованку з героїном». Водночас у рекламі сантехніки та опалення або в договорах щодо надання послуг сантехніка практично неможливо зустріти термін «батарея» в цьому значенні, натомість вживається коректна назва «радіатор».